# 11095 Havana
A 11095 Havana (ideiglenes jelöléssel 1994 PJ22) a Naprendszer kisbolygóövében található aszteroida. Eric Walter Elst fedezte fel 1994. augusztus 12-én.